# Equilibratura
L'equilibratura è l'operazione di bilanciamento di qualsiasi elemento rotante, che può essere una ruota, un albero motore (Rotore) e via dicendo.

## Modalità
Quest'operazione per garantire un buon equilibrio meccanico può essere effettuata in diversi modi:
- Statica, operazione che permette di verificare lo squilibrio dato dalla maggiore quantità di massa rispetto alla controparte, il che genera una forza radiale, la quale causa uno spostamento del baricentro dal centro geometrico ed il rotore oscilla parallelamente al suo asse di rotazione[2]
- Dinamica o di coppia. Questa consiste nel portare un asse principale d'inerzia dell'organo rotante ad essere coincidente a quello di rotazione. Se infatti si ha uno "squilibrio dinamico", durante la rotazione, il momento totale dovuto alla somma delle componenti infinitesime di forza centrifuga rispetto ad un punto qualsiasi non è mai nullo. In pratica si ha una coppia di forze rotante con asse perpendicolare a quello di rotazione che produce oscillazioni radiali con verso opposto tra i due estremi assiali dell'organo rotante e di frequenza pari a quella di rotazione. Con l'equilibratura dinamica il momento delle forze centrifughe si annulla e con esso l'oscillazione associata.

## Tecniche d'equilibratura
L'equilibratura si effettua in diversi modi:
- Asportando materiale - si asporta materiale in una data posizione del rotore, in modo da ridurre il peso in quella data zona del componente e stabilizzarne la rotazione.
- Applicando materiale - si applica un peso in una data posizione del rotore, che compensa l'eccessivo peso nella parte opposta del dato componente; generalmente il fissaggio si effettua tramite collanti o clip elastiche.
- Applicando una forza - nei motori elettrici del tipo a doppio avvolgimento (rotore e statore) il rotore nei primi anni del '900 non veniva equilibrato tramite le attuali equilibratrici, ma si applicava un secondo avvolgimento che, oltre a dare un aspetto asimmetrico degli avvolgimenti, generava un campo magnetico che permetteva l'assenza della vibrazione.

## Utilità
L'equilibratura è utile per:
- Ridurre gli stress meccanici, le vibrazioni aumentano i carichi di lavoro sugli organi di rotazione
- Ridurre il rumore, le vibrazioni generano rumore
- Migliorare la funzionalità della macchina, l'assenza della vibrazione permette un lavoro più lineare

Tutti i componenti ruotanti vengono progettati ed assemblati per ruotare intorno ad un ipotetico asse senza creare vibrazioni; in realtà questo non avviene poiché la creazione e l'assemblaggio dei vari componenti causa inevitabilmente delle eccentricità di rotazione che sono causa di vibrazioni.

## Nei mezzi di trasporto

### Pneumatici

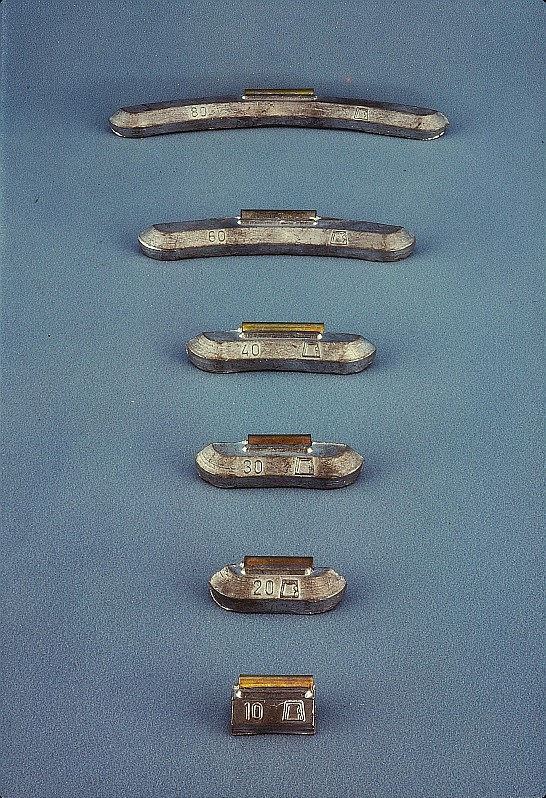
Pesi utilizzati per equilibrare le ruote in acciaio dei mezzi di trasporto

Per i mezzi di trasporto si ha l'equilibratura degli pneumatici che si effettua mediante il fissaggio di contrappesi al cerchione (lato interno ed esterno dello stesso) di un veicolo.
La maggiore causa di vibrazione in un veicolo sono gli pneumatici e la mancata equilibratura delle ruote comporta delle vibrazioni nettamente avvertibili al volante, queste si manifestano solitamente raggiungendo la velocità di 100/120 km/h.
È buona norma far controllare l'equilibratura delle ruote ogni 10'000 chilometri per via dell'usura che può essere non omogenea e a ogni cambio di pneumatici.

### Albero a gomiti
L'albero a gomiti del motore può essere equilibrato staticamente o dinamicamente, ma richiede l'uso di appositi macchinari e generalmente si effettua asportando materiale, ma in alcuni casi è possibile applicare del materiale(da effettuare solo se il maggior peso risiede nella parte superiore della manovella, nel caso in cui l'albero sia non equilibrato e risulti più pesante la parte opposta al piede di biella risulta conveniente asportare materiale).